# 郑斌 (运动员)
郑斌（1977年7月4日—）出生于武汉，已退役的中国足球运动员，现任中国男足助理教练，前中国国家足球队队员。

## 俱乐部生涯
1992年，健力宝青年队选拔队员赴巴西留学郑斌因伤最终未能入选，随后郑斌就加入了湖北省体工队。
郑斌是1996年健力宝青年队回国增补的7名球员之一，开始自己在巴西三年的留学生涯。1998年8月，健力宝青年队回国正式解散。郑斌和王文华回湖北多人多，刘林回武汉市体委，由于中国足协规定健力宝队员不能参加乙级联赛，于是三人最终去了当时的甲A联赛球队武汉红桃K効力。郑斌曾引起了云南红塔的注意。后来由于行政原因，没有转会成功。2000-2002年郑斌随同武汉队参加甲B联赛，在这三年间郑斌成为球队的主力球员。
2003年在时任深圳健力宝主教练朱广沪的推荐下郑斌从武汉队转会到深圳健力宝。来到深圳队三个月后，郑斌就以“连升三级”的速度入选了中国国家足球队。2004年，郑斌为深圳队夺取第一届中超联赛冠军立下了汗马功劳。在同年首次参加亚洲杯。
2005年，因武汉队以中甲联赛冠军身分成功冲超，郑斌离开深圳健力宝，以350万元的身价回到武汉队効力。当年球队就夺得中超杯冠军。2006赛季武汉队全面陷入低谷，这一年他为武汉队攻进了5粒进球，成为球队二号射手，并成为武汉队的场上队长。
2008年，武汉因退赛事件而被取消联赛参赛资格，2009年初郑斌以租借方式返回深圳队效力。
2010年，郑斌回乡加盟湖北绿茵，随后球队易主，郑斌继续在球队効力直至2011年退役。

## 国家队生涯
2003年，郑斌首次入选国家队并在对阵哥斯达黎加的比赛中出场。2007年，郑斌入选中国国家足球队再次参加亚洲杯，不过只得了不到45分钟的替补出场。其后郑斌凭借自己在联赛中的优异表现，再入选国家队参加2010年世界杯预选赛。

## 荣誉
深圳平安
- 中国足球超级联赛冠军 (1): 2004

 武汉黄鹤楼
- 中国超级联赛杯冠军 (1): 2005

 中国国家足球队
- 2004年亚洲杯足球赛亚军 (1): 2004